# 胜利街道 (蚌埠市)
胜利街道，是中华人民共和国安徽省蚌埠市蚌山区下辖的一个乡镇级行政单位。

## 行政区划
胜利街道下辖以下地区：
机场社区、航华社区、上游社区、胜利五村社区、建筑一村社区和体育场社区。